# Bovitrigla acanthomoplate
Bovitrigla acanthomoplate är en fiskart som beskrevs av Fowler, 1938. Bovitrigla acanthomoplate ingår i släktet Bovitrigla och familjen knotfiskar. Inga underarter finns listade.